# Zły łotr

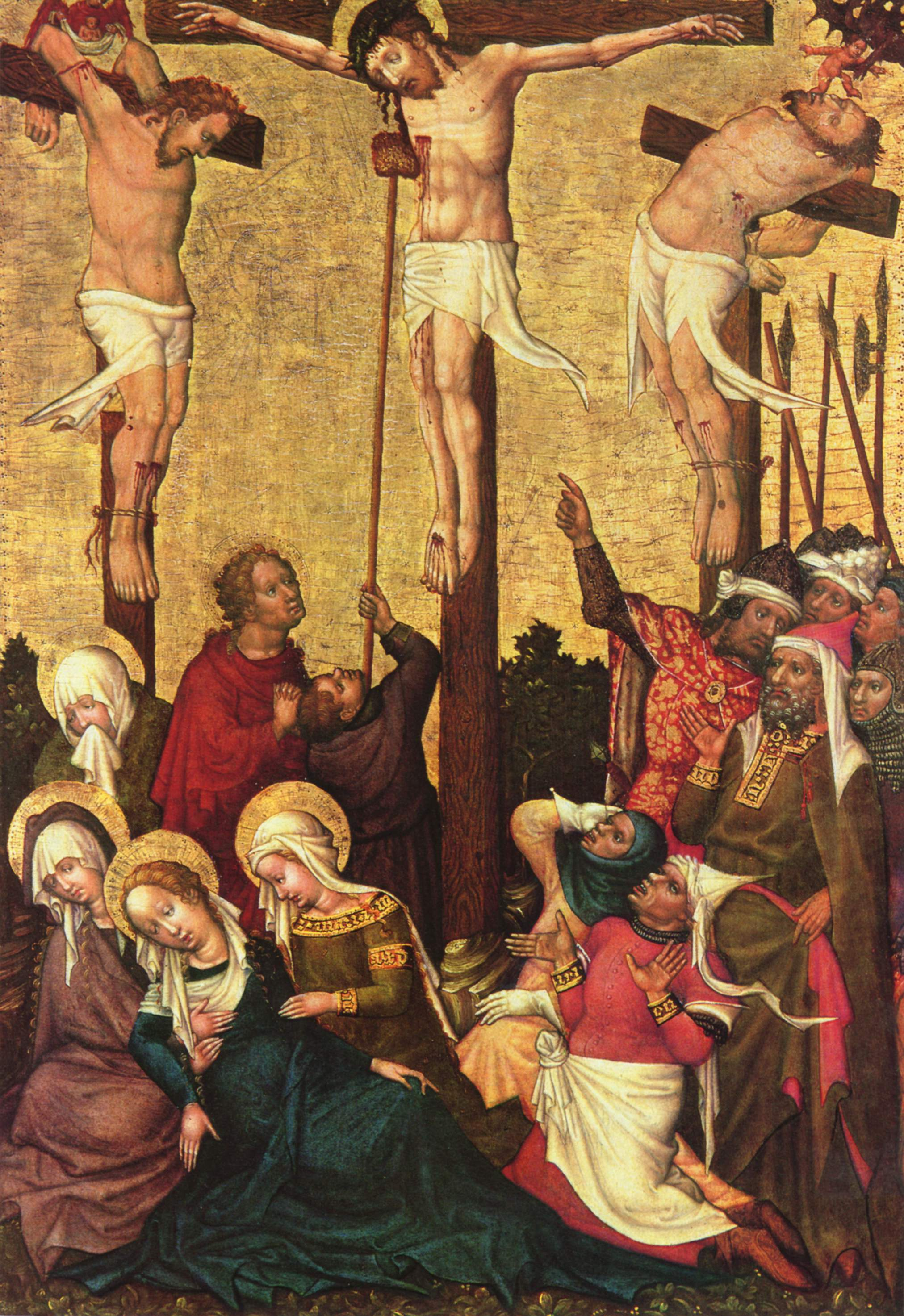
Dyzma, Jezus i Gestas na obrazie Hansa von Tübingena Ukrzyżowanie

Zły łotr, Gestas – jeden z dwóch złoczyńców ukrzyżowanych wraz z Jezusem na Golgocie. 
Jego krzyż znajdował się po lewej stronie Jezusa (po prawej krzyż dobrego łotra Dyzmy). Ukrzyżowany Gestas złorzeczył Jezusowi i drwił z niego. Scenę tę opisano we wszystkich czterech Ewangeliach.
W przekazie Ewangelii według świętego Łukasza:

Przyprowadzono też dwóch innych – złoczyńców, aby ich z Nim stracić. Gdy przyszli na miejsce, zwane „Czaszka”, ukrzyżowali tam Jego i złoczyńców, jednego po prawej, drugiego po lewej Jego stronie. Jeden ze złoczyńców, których [tam] powieszono, urągał Mu: „Czy Ty nie jesteś Mesjaszem? Wybaw więc siebie i nas.

Przekaz ten jest zgodny z opisem w apokryficznej ewangelii Nikodema, w której podane są imiona obu łotrów: Dyzma (dobry) i Gestas (zły), nie wymieniane przez Ewangelie kanoniczne. Ewangelia Nikodema przedstawia Gestasa jako niemającego litości rozbójnika zabijającego wędrowców, wieszającego kobiety za nogi i pijącego krew dzieci.
Według apokryficznej Ewangelii Dzieciństwa Arabskiej Dyzma i Gestas jako rozbójnicy zamierzali też napaść na uciekających do Egiptu Józefa z Maryją i małym Jezusem. Dyzma miał wówczas ofiarować Gestasowi czterdzieści drachm za puszczenie Świętej Rodziny wolno. Ewangelia ta również opisuje, że Jezus przepowiada, iż po trzydziestu latach zostanie ukrzyżowany wraz z tymi dwoma.

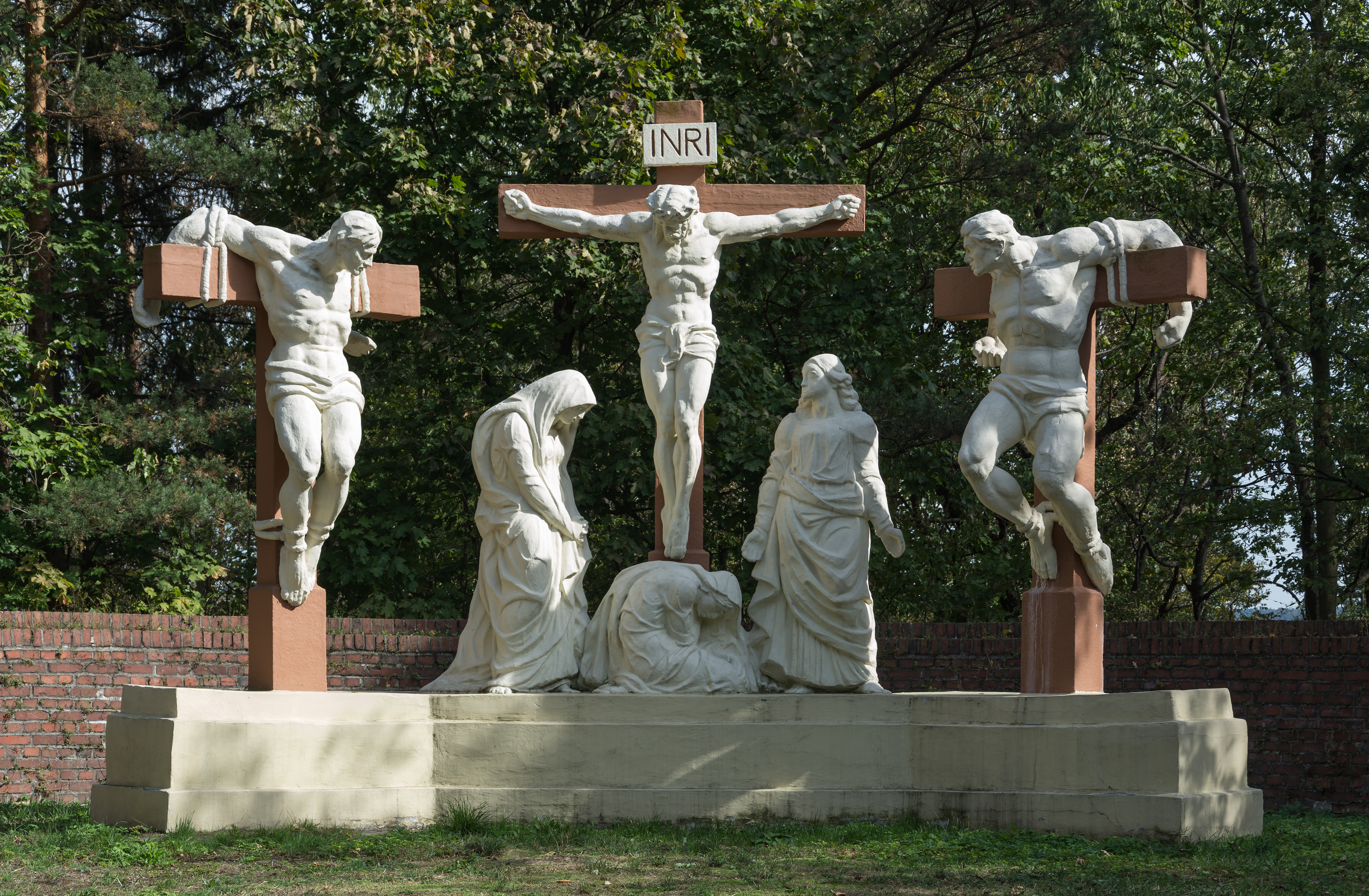
Dyzma, Jezus i Gestas w kaplicy ukrzyżowania w Bardzie Śląskim.

Staroruski apokryf Legenda o drzewie Krzyża podaje, że Dyzma i Gestas byli braćmi i że jednego z nich (Dyzmę) wykarmiła Maryja, co oznacza, że według tej wersji dobry łotr miałby być mlecznym bratem Jezusa.
Dyzma uznany za świętego Kościoła katolickiego i prawosławnego stanowi przeciwieństwo Gestasa; wierzy on w zbawienie i Jezus mu je obiecuje, podczas gdy Gestas drwi z Jezusa, wyszydzając wiarę w zbawienie.